# 石川周
石川 周（いしかわ いたる、1927年12月14日 -  ）は、日本の銀行家。常陽銀行頭取を務めた。

## 来歴・人物
茨城県水戸市出身。1953年に東京大学経済学部経済学科を卒業し、同年に大蔵省に入行。1982年6月に造幣局長、1983年7月に国土庁長官官房長を経て、1984年7月から1985年7月までに国土事務次官を務めた。1985年9月に常陽銀行顧問に就任し、1986年6月に取締役、同年7月に副頭取を経て、1988年7月には頭取に就任。1993年6月に会長を経て、1999年6月には取締役相談役に退いた。